# Marek Krajčí
Marek Krajčí (ur. 24 marca 1974 w Bratysławie) – słowacki polityk, lekarz i działacz społeczny, poseł do Rady Narodowej, w latach 2020–2021 minister zdrowia.

## Życiorys
W 1998 ukończył studia medyczne na Uniwersytecie Komeńskiego w Bratysławie. Podjął praktykę w zawodzie lekarza, specjalizując się w zakresie kardiologii dziecięcej. Zatrudniony w stołecznym dziecięcym centrum kardiologicznym, jedynym na Słowacji specjalistycznym ośrodku leczenia chorób serca u dzieci. Działacz społeczny i chrześcijański, założyciel i dyrektor „Kresťania v meste”, platformy współpracy wspólnot chrześcijańskich i organizacji pozarządowych w Bratysławie. Za działalność charytatywną w 2014 został wyróżniony nagrodą burmistrza Bratysławy.
Dołączył do ugrupowania Zwyczajni Ludzie, stając się ekspertem partii w sprawach dotyczących zdrowia. W wyborach w 2016 uzyskał po raz pierwszy mandat deputowanego do Rady Narodowej. W 2020 i 2023 z powodzeniem ubiegał się o poselską reelekcję.
W marcu 2020 został ministrem zdrowia w nowo powołanym rządzie Igora Matoviča. Zakończył urzędowanie w marcu 2021.